# 구야시 미셸
구야시 미셸(헝가리어: Gulyás Michelle, 2000년 10월 24일~)은 헝가리의 근대5종 선수이다. 2024년 하계 올림픽에서 여자 개인전 금메달을 획득했다.

## 경력
2000년 10월 영국 런던에 거주한 헝가리인 부모 사이에서 태어났다. 업무로 인해 영국에 머물던 그의 부모의 전근으로 인해 2살 때 이탈리아 밀라노로 이사했으며 그 곳에서 동생 리처르드가 태어났다.
어린 시절에는 체조와 높이뛰기를 했으며 11세 때 근대5종을 시작했다. KSI SE 유소년 근대4종 선수로 뛰었던 구야시는 2015년 헝가리 청소년 국가대표로 발탁되었고 2018년에는 부에노스아이레스에서 열린 2018년 하계 청소년 올림픽에 참가하여 동메달을 획득했다.
2018년에 헝가리 국가대표로 처음 발탁되었고 멕시코시티에서 열린 2018년 세계 선수권 대회에 참가했다. 그녀는 이 대회 혼성 릴레이에서 브루크먼 게르괴와 함께 은메달을 획득했다.
2021년 6월 이집트 카이로에서 열린 2021년 세계 선수권 대회에 참가했으며 개인전 동메달과 단체전 은메달을 획득했다. 같은 해 8월에는 일본 도쿄에서 열린 2020년 하계 올림픽에 참가했으며 1325점을 취득하여 12위에 올랐다. 2023년에는 폴란드 크라쿠프에서 열린 2023년 유러피언 게임에 참가했고 단체전 동메달을 획득했다.
2024년 8월 프랑스 파리에서 열린 2024년 하계 올림픽에 참가했으며 프랑스의 엘로디 클루벨과 대한민국의 성승민을 누르고 금메달을 획득했다.